# Olympische Sommerspiele 1932/Ringen
Bei den X. Olympischen Sommerspielen 1932 in Los Angeles fanden 14 Wettbewerbe im Ringen statt, je sieben im Freistil und im griechisch-römischen Stil. Austragungsort war das Grand Olympic Auditorium in Downtown Los Angeles.

## Bilanz

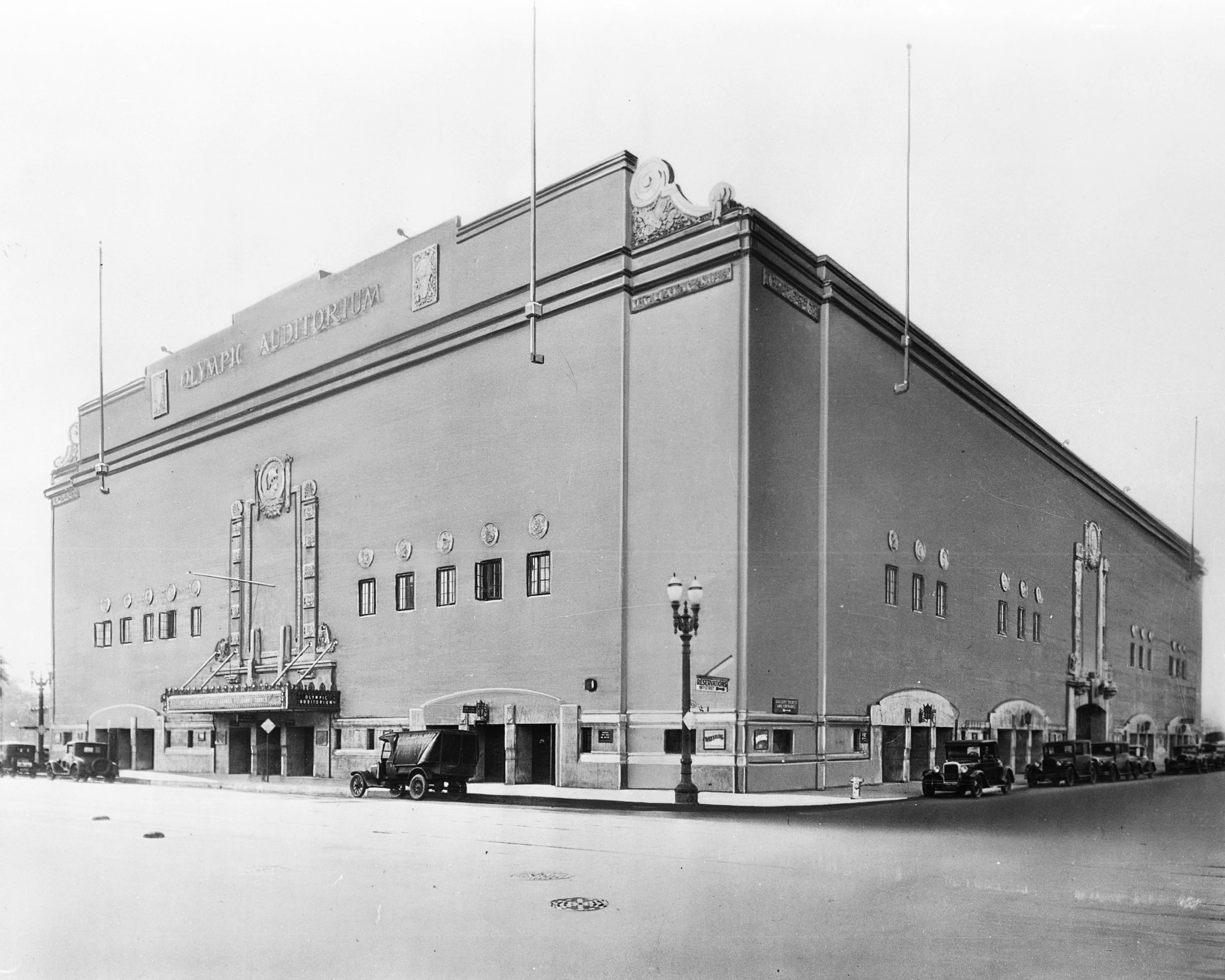
Grand Olympic Auditorium

### Medaillenspiegel
| Platz | Land               | Gold | Silber | Bronze | Gesamt |
| ----- | ------------------ | ---- | ------ | ------ | ------ |
| 1     | Schweden           | 6    | 1      | 3      | 10     |
| 2     | Vereinigte Staaten | 3    | 2      | –      | 5      |
| 3     | Finnland           | 2    | 3      | 3      | 8      |
| 4     | Deutsches Reich    | 1    | 2      | 1      | 4      |
| 5     | Königreich Italien | 1    | 1      | 2      | 4      |
| 6     | Frankreich         | 1    | –      | 1      | 2      |
| 7     | Ungarn             | –    | 2      | 1      | 3      |
| 8     | Dänemark           | –    | 1      | –      | 1      |
| 8     | Kanada             | –    | 1      | –      | 1      |
| 8     | Tschechoslowakei   | –    | 1      | –      | 1      |
| 11    | Österreich         | –    | –      | 2      | 2      |
| 12    | Australien         | –    | –      | 1      | 1      |

### Medaillengewinner
| Konkurrenz        | Gold                 | Silber           | Bronze             |
| ----------------- | -------------------- | ---------------- | ------------------ |
| Bantamgewicht     | Robert E. Pearce     | Ödön Zombori     | Aatos Jaskari      |
| Federgewicht      | Hermanni Pihlajamäki | Edgar Nemir      | Einar Karlsson     |
| Leichtgewicht     | Charles Pacôme       | Károly Kárpáti   | Gustaf Klarén      |
| Weltergewicht     | Jack van Bebber      | Daniel MacDonald | Eino Aukusti Leino |
| Mittelgewicht     | Ivar Johansson       | Kyösti Luukko    | József Tunyogi     |
| Halbschwergewicht | Peter Mehringer      | Thure Sjöstedt   | Edward Scarf       |
| Schwergewicht     | Johan Richthoff      | Jack Riley       | Nikolaus Hirschl   |

| Konkurrenz        | Gold            | Silber           | Bronze           |
| ----------------- | --------------- | ---------------- | ---------------- |
| Bantamgewicht     | Jakob Brendel   | Marcello Nizzola | Louis François   |
| Federgewicht      | Giovanni Gozzi  | Wolfgang Ehrl    | Lauri Koskela    |
| Leichtgewicht     | Erik Malmberg   | Abraham Kurland  | Eduard Sperling  |
| Weltergewicht     | Ivar Johansson  | Väinö Kajander   | Ercole Gallegati |
| Mittelgewicht     | Väinö Kokkinen  | Jean Földeák     | Axel Cadier      |
| Halbschwergewicht | Rudolf Svensson | Onni Pellinen    | Mario Gruppioni  |
| Schwergewicht     | Carl Westergren | Josef Urban      | Nikolaus Hirschl |

## Ergebnisse Freistil

### Bantamgewicht (bis 56 kg)
| Platz | Land | Sportler             |
| ----- | ---- | -------------------- |
| 1     | USA  | Robert E. Pearce     |
| 2     | HUN  | Ödön Zombori         |
| 3     | FIN  | Aatos Jaskari        |
| 4     | GRE  | Georgios Zervinis    |
| 5     | GBR  | Joseph Reid          |
| 5     | FRA  | Julien Depuichaffray |
| 7     | CAN  | James Trifunov       |
| 7     | SWE  | Bror Wingren         |

Datum: 1. bis 3. August 1932 

8 Teilnehmer aus 8 Ländern

### Federgewicht (bis 61 kg)
| Platz | Land | Sportler             |
| ----- | ---- | -------------------- |
| 1     | FIN  | Hermanni Pihlajamäki |
| 2     | USA  | Edgar Nemir          |
| 3     | SWE  | Einar Karlsson       |
| 4     | GBR  | Joseph Taylor        |
| 5     | GRE  | Ioannis Farmakidis   |
| 6     | FRA  | Jean Chasson         |
| 7     | MEX  | Fidel Arellano       |
| 7     | JPN  | Ichirō Hatta         |
| 7     | CAN  | Herb Rowland         |
| 7     | DEN  | Christian Schack     |

Datum: 1. bis 3. August 1932 

10 Teilnehmer aus 10 Ländern

### Leichtgewicht (bis 66 kg)
| Platz | Land | Sportler           |
| ----- | ---- | ------------------ |
| 1     | FRA  | Charles Pacôme     |
| 2     | HUN  | Károly Kárpáti     |
| 3     | SWE  | Gustaf Klarén      |
| 4     | FIN  | Kustaa Pihlajamäki |
| 4     | USA  | Melvin Clodfelter  |
| 6     | EST  | Osvald Käpp        |
| 6     | JPN  | Eitaro Suzuki      |
| 6     | CAN  | Howard Thomas      |

Datum: 1. bis 3. August 1932 

8 Teilnehmer aus 8 Ländern

### Weltergewicht (bis 72 kg)
| Platz | Land | Sportler           |
| ----- | ---- | ------------------ |
| 1     | USA  | Jack van Bebber    |
| 2     | CAN  | Daniel MacDonald   |
| 3     | FIN  | Eino Aukusti Leino |
| 4     | GER  | Jean Földeák       |
| 5     | HUN  | Gyula Zombori      |
| 6     | DEN  | Børge Jensen       |
| 6     | JPN  | Yoshio Kono        |
| 6     | SWE  | Ludvig Lindblom    |
| 9     | MEX  | Raúl López         |

Datum: 1. bis 3. August 1932 

9 Teilnehmer aus 9 Ländern

### Mittelgewicht (bis 79 kg)
| Platz | Land | Sportler        |
| ----- | ---- | --------------- |
| 1     | SWE  | Ivar Johansson  |
| 2     | FIN  | Kyösti Luukko   |
| 3     | HUN  | József Tunyogi  |
| 4     | USA  | Robert Hess     |
| 5     | JPN  | Sumiyuki Kotani |
| 5     | FRA  | Émile Poilvé    |
| 7     | CAN  | Donald Stockton |

Datum: 1. bis 3. August 1932 

7 Teilnehmer aus 7 Ländern

### Halbschwergewicht (bis 87 kg)
| Platz | Land | Sportler        |
| ----- | ---- | --------------- |
| 1     | USA  | Peter Mehringer |
| 2     | SWE  | Thure Sjöstedt  |
| 3     | AUS  | Edward Scarf    |
| 4     | CAN  | Harry Madison   |

Datum: 1. bis 3. August 1932 

4 Teilnehmer aus 4 Ländern

### Schwergewicht (über 87 kg)
| Platz | Land | Sportler         |
| ----- | ---- | ---------------- |
| 1     | SWE  | Johan Richthoff  |
| 2     | USA  | Jack Riley       |
| 3     | AUT  | Nikolaus Hirschl |

Datum: 1. bis 3. August 1932 

3 Teilnehmer aus 3 Ländern

## Ergebnisse griechisch-römischer Stil

### Bantamgewicht (bis 56 kg)
| Platz | Land | Sportler          |
| ----- | ---- | ----------------- |
| 1     | GER  | Jakob Brendel     |
| 2     | ITA  | Marcello Nizzola  |
| 3     | FRA  | Louis François    |
| 4     | SWE  | Herman Thuvesson  |
| 5     | GRE  | Georgios Zervinis |
| 6     | FIN  | Aatos Jaskari     |
| 6     | HUN  | László Szekfű     |

Datum: 4. bis 7. August 1932 

7 Teilnehmer aus 7 Ländern

### Federgewicht (bis 61 kg)
| Platz | Land | Sportler         |
| ----- | ---- | ---------------- |
| 1     | ITA  | Giovanni Gozzi   |
| 2     | GER  | Wolfgang Ehrl    |
| 3     | FIN  | Lauri Koskela    |
| 4     | TCH  | Jindřich Maudr   |
| 5     | JPN  | Kiyoshi Kase     |
| 6     | SWE  | Oscar Lindelöf   |
| 6     | HUN  | Ödön Zombori     |
| 8     | DEN  | Christian Schack |

Datum: 4. bis 7. August 1932 

8 Teilnehmer aus 8 Ländern

### Leichtgewicht (bis 66 kg)
| Platz | Land | Sportler          |
| ----- | ---- | ----------------- |
| 1     | SWE  | Erik Malmberg     |
| 2     | DEN  | Abraham Kurland   |
| 3     | GER  | Eduard Sperling   |
| 4     | JPN  | Yoneichi Miyazaki |
| 4     | FIN  | Aarne Reini       |
| 6     | ITA  | Silvio Tozzi      |

Datum: 4. bis 7. August 1932 

6 Teilnehmer aus 6 Ländern

### Weltergewicht (bis 72 kg)
| Platz | Land | Sportler         |
| ----- | ---- | ---------------- |
| 1     | SWE  | Ivar Johansson   |
| 2     | FIN  | Väinö Kajander   |
| 3     | ITA  | Ercole Gallegati |
| 4     | EST  | Osvald Käpp      |
| 5     | DEN  | Børge Jensen     |
| 6     | NOR  | Arild Dahl       |
| 6     | JPN  | Shūichi Yoshida  |
| 8     | HUN  | Gyula Zombori    |

Datum: 4. bis 7. August 1932 

8 Teilnehmer aus 8 Ländern

### Mittelgewicht (bis 79 kg)
| Platz | Land | Sportler       |
| ----- | ---- | -------------- |
| 1     | FIN  | Väinö Kokkinen |
| 2     | GER  | Jean Földeák   |
| 3     | SWE  | Axel Cadier    |
| 4     | FRA  | Émile Poilvé   |

Datum: 4. bis 7. August 1932 

4 Teilnehmer aus 4 Ländern

### Halbschwergewicht (bis 87 kg)
| Platz | Land | Sportler        |
| ----- | ---- | --------------- |
| 1     | SWE  | Rudolf Svensson |
| 2     | FIN  | Onni Pellinen   |
| 3     | ITA  | Mario Gruppioni |

Datum: 5. bis 7. August 1932 

3 Teilnehmer aus 3 Ländern

### Schwergewicht (über 87 kg)
| Platz | Land | Sportler         |
| ----- | ---- | ---------------- |
| 1     | SWE  | Carl Westergren  |
| 2     | TCH  | Josef Urban      |
| 3     | AUT  | Nikolaus Hirschl |
| 4     | GER  | Georg Gehring    |
| 5     | ITA  | Aleardo Donati   |

Datum: 4. bis 7. August 1932 

5 Teilnehmer aus 5 Ländern